# Almàssera
Almàssera település Spanyolországban, Valencia tartományban. Almàssera Alboraya, Bonrepòs i Mirambell, Meliana, Tavernes Blanques és Valencia községekkel határos. Lakosainak száma 7672 fő (2024).

## Népesség
A település lakosságának változását az alábbi diagram mutatja:
| Lakosok száma | 5859 | 6556 | 6928 | 7135 | 7295 | 7293 | 7308 | 7349 | 7482 | 7672 |
|               | 2001 | 2004 | 2007 | 2009 | 2012 | 2014 | 2017 | 2019 | 2022 | 2024 |